# Zlēkas
Zlēkas (Deutsch: Schleck) ist eine Siedlung mit 284 Einwohnern (2015) im kurischen Bezirk Ventspils in Lettland  und Verwaltungszentrum der Gemeinde Zlēkas. Der Ort liegt an der Staatsstraße I. Ordnung P123 (Zlēkas-Ugāle). Die Entfernung nach Ventspils beträgt 36 km und die nach Kuldīga 20 km. Es gibt ein Kulturhaus und eine Bibliothek.
Die Gemeinde Zlēkas (Zlēku pagasts) wird von der Venta durchquert und von der Abava begrenzt. Ihre größten Siedlungen sind Zlēkas (Gemeindezentrum), Laidzesciems, Pasilciems und Veclīcnieki.

## Geschichte
Zlēkas entstand aus dem historischen Gut Schleck, dass seit 1561 dem Adelsgeschlecht Behr gehörte.
Ulrich von Behr (1669–1749) legte um die Gutsgebäude einen 8,5 Hektar großen Park mit mehreren Teichen an, der 15 Arten von Bäumen und Büschen enthält, die aus dem Ausland gebracht wurden. Das Herrenhaus und die Wirtschaftsgebäude des Gutes sind nach ihrer Zerstörung am Ende des Zweiten Weltkrieges nur noch als Ruinen erhalten.
Die lutherische Kirche von Zlēkas wurde von 1645 bis 1648 erbaut und enthält einen Altar sowie eine Kanzel im Stil des Manierismus.
In der Nähe des Gutes befindet sich eine im 19. Jahrhundert errichtete funktionstüchtige Wassermühle.
Die Grundschule von Zlēkas wurde 1796 gegründet und bis zu ihrer Schließung 2016 infolge Schülermangels betrieben. Das 1884 errichtete Schulgebäude wird als Kindergarten genutzt.
Im nahe Zlēkas an der Einmündung der P123 in die P108 gelegenen Dobēji befindet sich ein historischer Dorfkrug.

## Tragödie von Zlēkas
Im Dezember 1944 wurden in Zlekas 160 Zivilisten vom SD, der SS und lettischen SS-Verbänden wegen Zusammenarbeit mit Partisanen getötet.

## Sehenswürdigkeiten

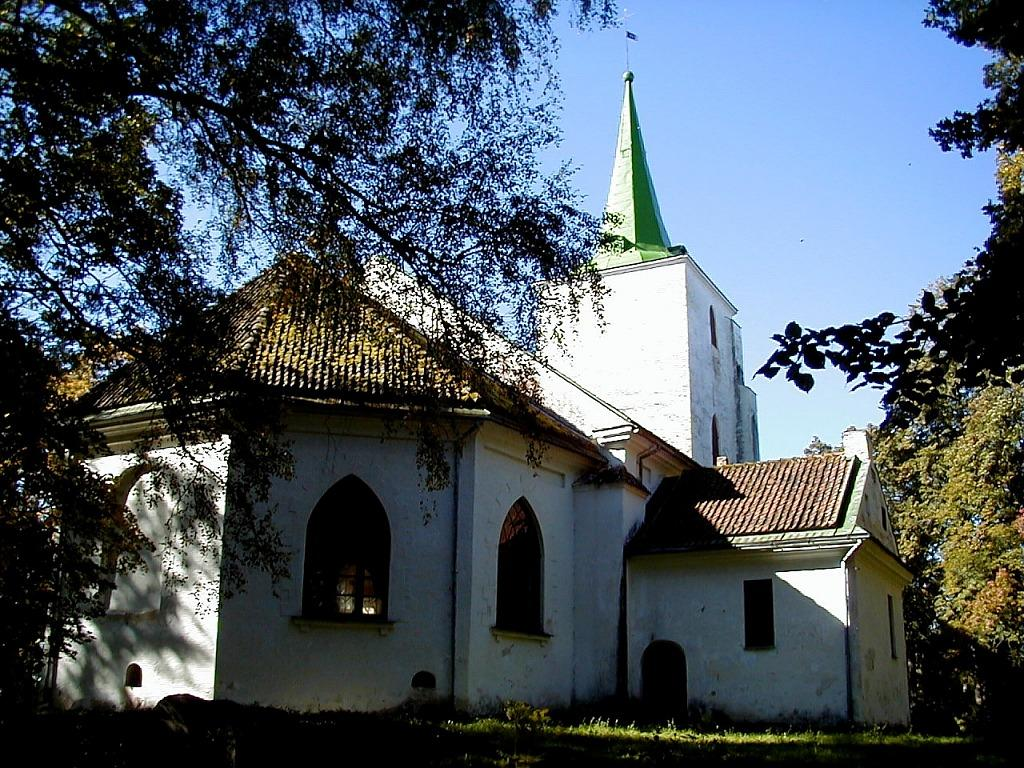
Lutherische Kirche Zlēkas
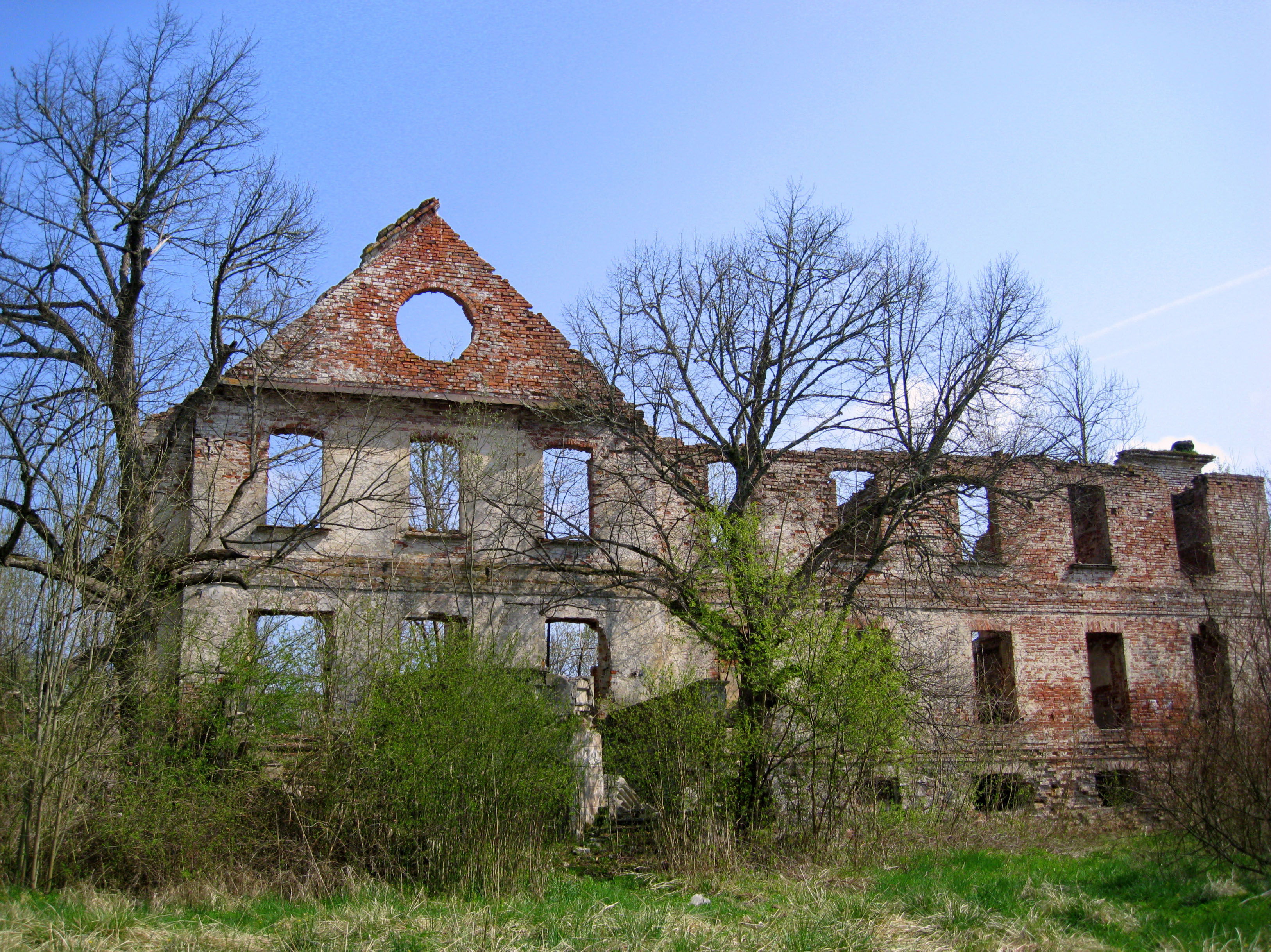
Ruine des Herrenhauses vom Gut Schleck
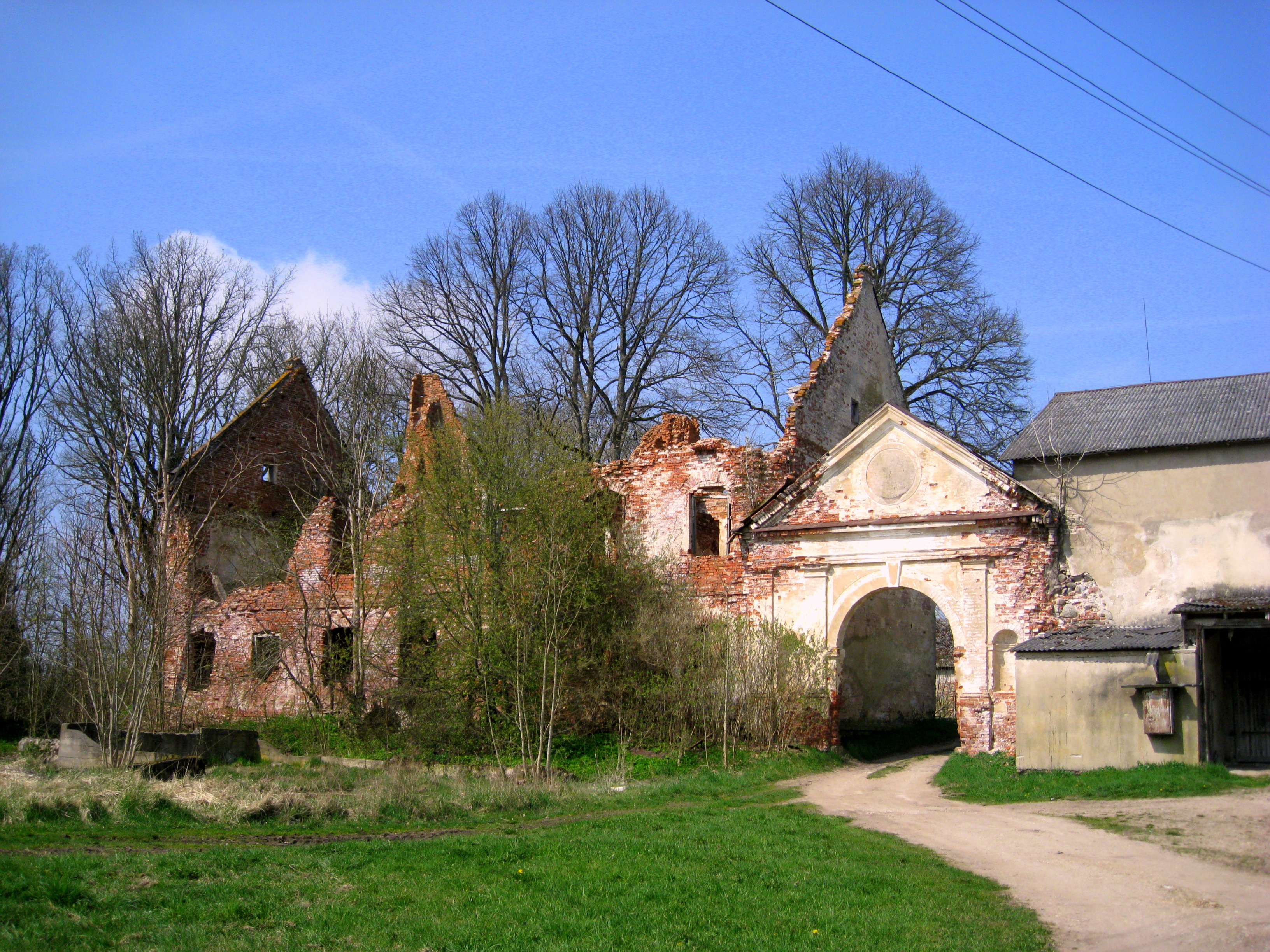
Nebengebäude des Guts
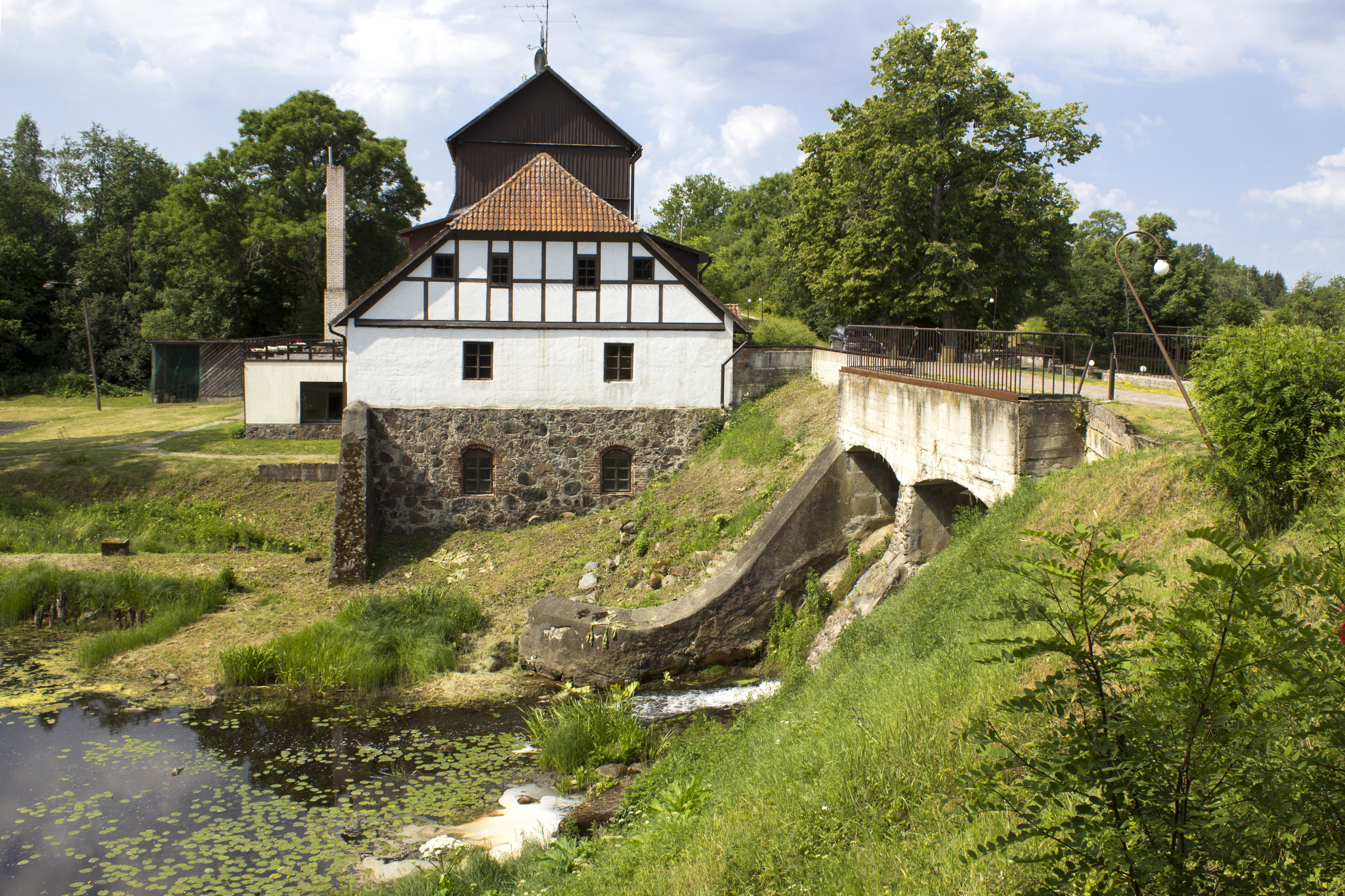
Wassermühle in Zlēkas
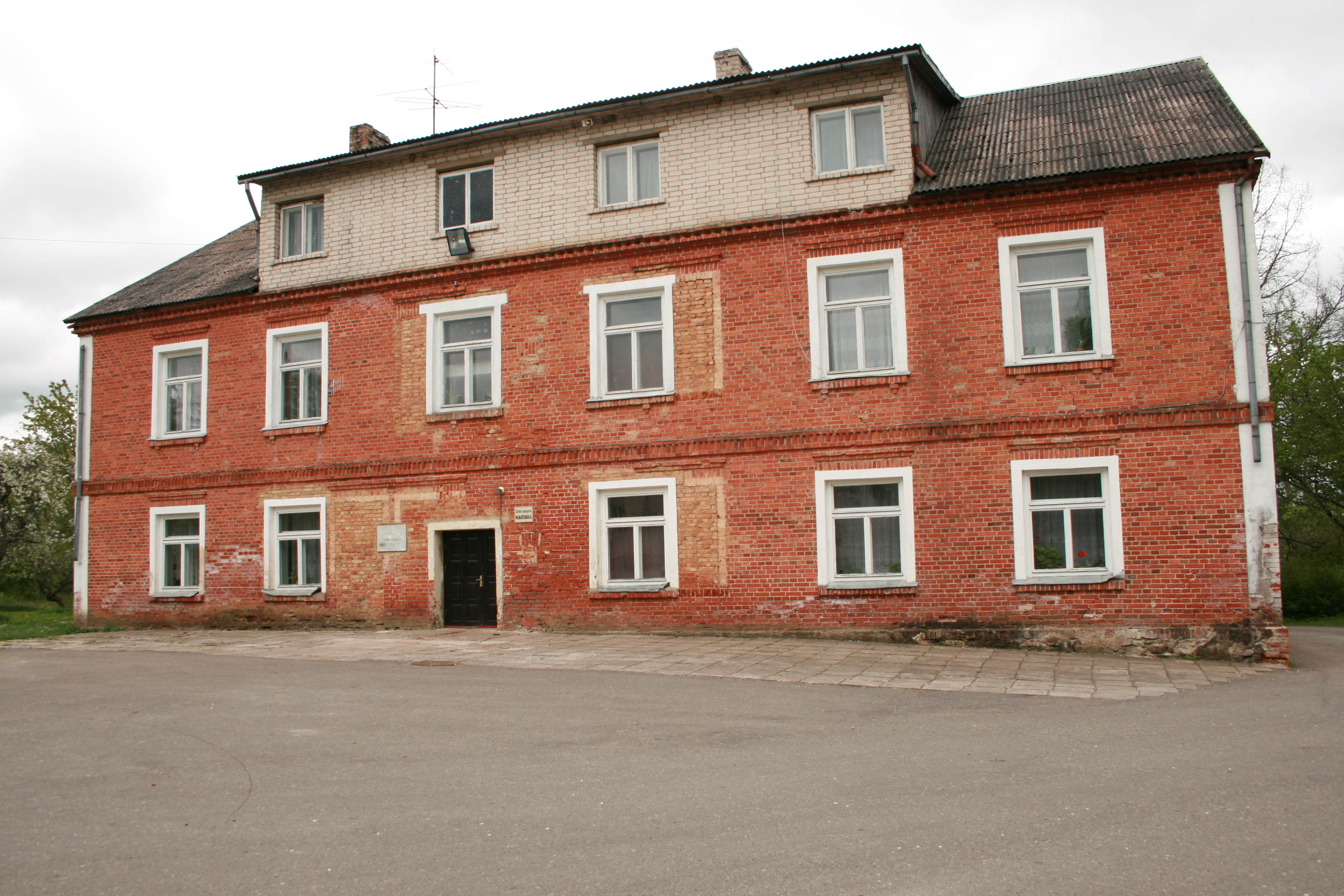
Ehemalige Schule
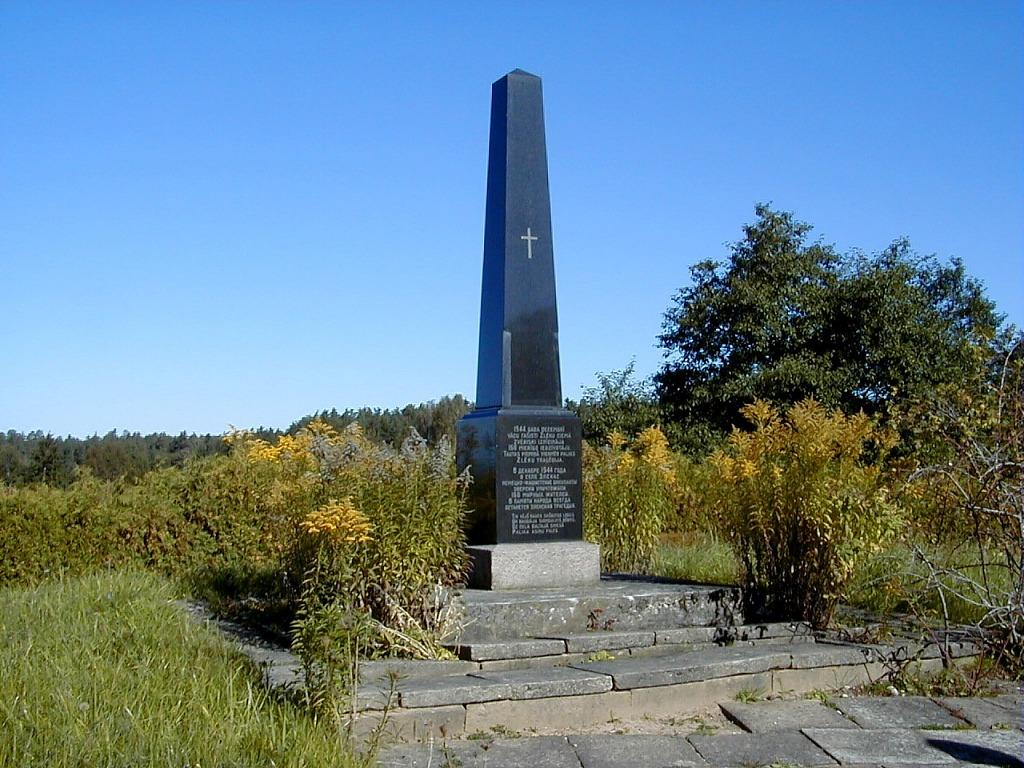
Denkmal für die Opfer der Tragödie von Zlēkas
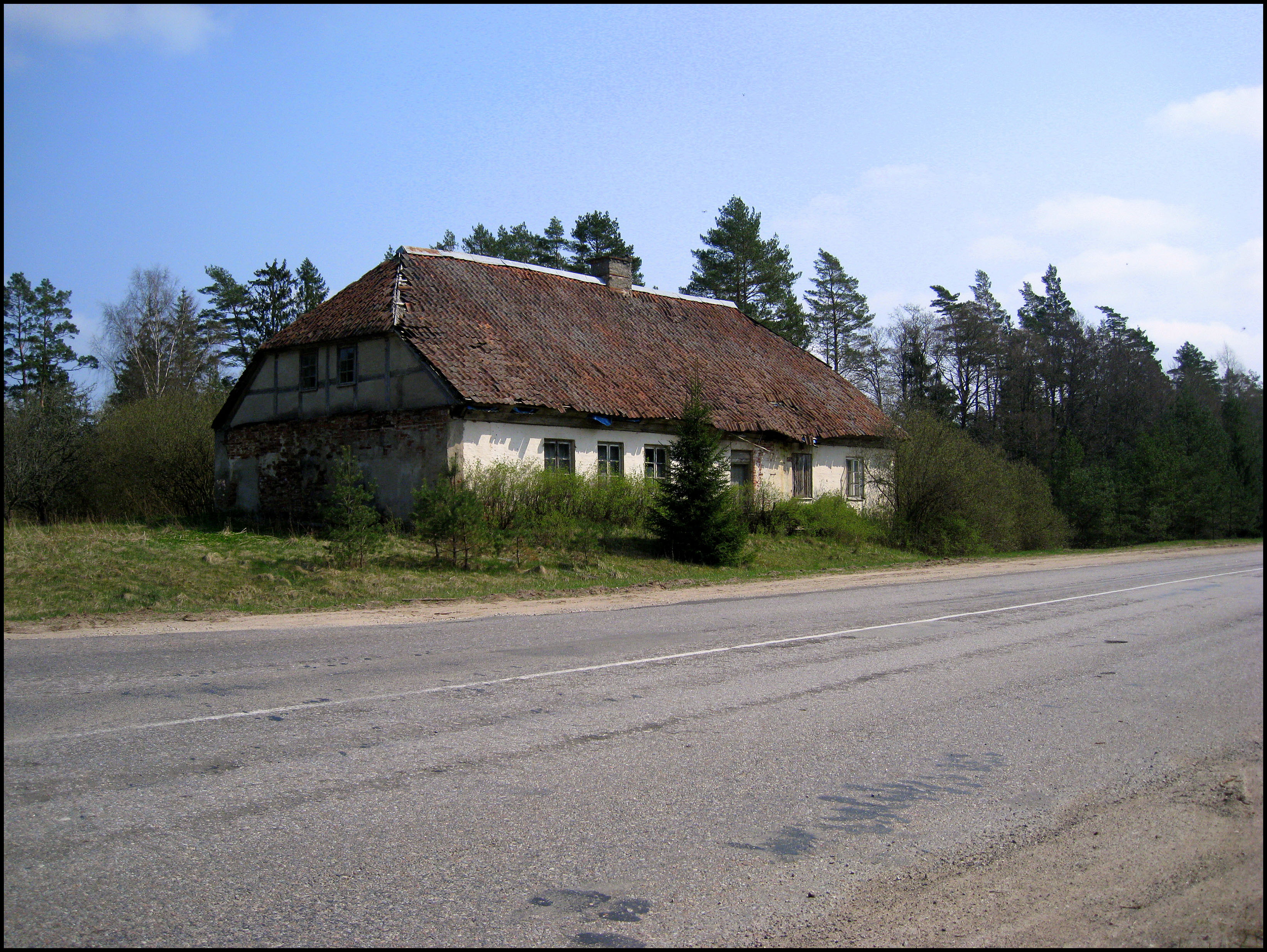
Dorfkrug in Dobēji

## Persönlichkeiten
- Jānis Fabriciuss (* 14. Junijul. / 26. Juni 1877greg. in Zlēkas, † 24. August 1929 in Sotschi), lettischer Offizier und Kommissar der Roten Armee während des russischen Bürgerkriegs.

## Verweise
1. ↑  https://sgemworld.at/templates/rt_denali/custom/pdf/ojars/_9_Th.Helms_Verlag_von_Behr.pdf Gut und Kirche Schleck
2. ↑  https://bbld.de/GND1195507410 Ulrich von Behr
3. ↑   https://www.delfi.lv/news/national/politics/aprit-70-gadi-kops-zleku-tragedijas-tas-vieta-latvijas-vesture-joprojam-neskaidra.d?id=45325986 Tragödie von Zlēkas (lettisch)